# George W. Welsh

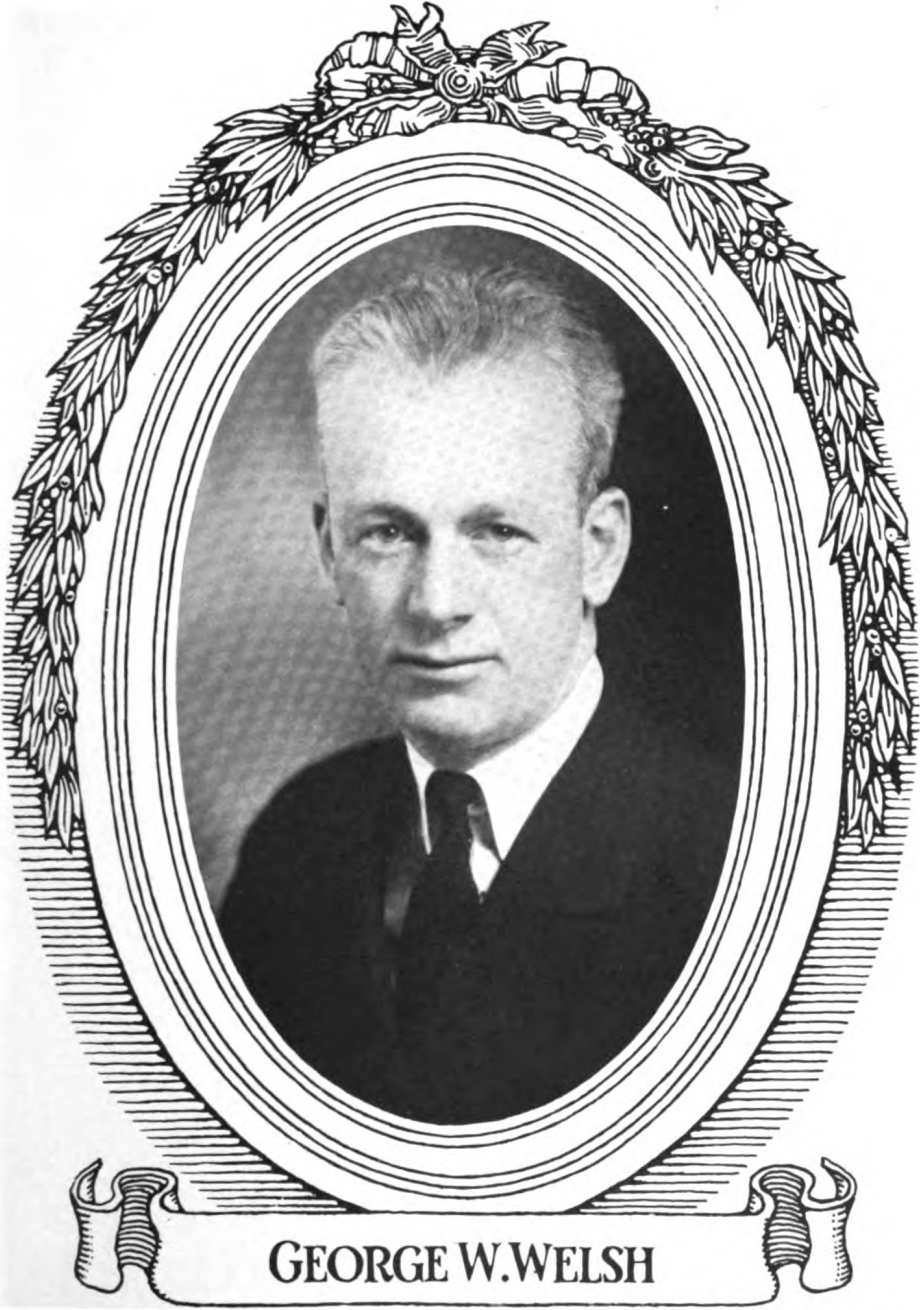
George W. Welsh (1925)

George W. Welsh (* 27. März 1883 in Glasgow, Schottland; † 29. Juni 1974 in Ada, Michigan) war ein US-amerikanischer Politiker. Zwischen 1925 und 1927 war er Vizegouverneur des Bundesstaates Michigan.

## Werdegang
Im Jahr 1891 kam George Welsh mit seinen Eltern nach Grand Rapids in Michigan, wo er später im Zeitungsgeschäft arbeitete und für verschiedene Zeitungen und Magazine tätig war. Gleichzeitig schlug er als Mitglied der Republikanischen Partei eine politische Laufbahn ein. Zwischen 1917 und 1924 saß er als Abgeordneter im Repräsentantenhaus von Michigan, dessen Präsident er seit 1923 als Nachfolger von Fred L. Warner war. Im Juni 1924 nahm er als Delegierter an der Republican National Convention in Cleveland teil, auf der US-Präsident Calvin Coolidge zur Wiederwahl nominiert wurde.
1924 wurde Welsh an der Seite von Alex Groesbeck zum Vizegouverneur von Michigan gewählt. Dieses Amt bekleidete er zwischen 1925 und 1927. Dabei war er Stellvertreter des Gouverneurs und Vorsitzender des Staatssenats. 1926 scheiterte er in den Vorwahlen seiner Partei bei dem Versuch, wiedergewählt zu werden. In den Jahren 1928 und 1932 trat er erfolglos in den republikanischen Gouverneursvorwahlen an. Zwischen 1938 und 1949 war Welsh Bürgermeister von Grand Rapids. 1952 scheiterte er erneut in den Vorwahlen seiner Partei für das Amt des Vizegouverneurs. Er starb am 29. Juni 1974 in der Ortschaft Ada im Kent County.